# Borís Sxerbina
Borís Ievdokímovitx Sxerbina (en rus: Бори́с Евдоки́мович Щерби́на) va ser un polític soviètic que va exercir com a vicepresident del Consell de Ministres entre 1984 i 1989. Durant aquest període va supervisar la gestió de la crisi de dues grans catàstrofes: el desastre de Txernòbil de 1986 i el terratrèmol armeni de 1988.
Sxerbina va néixer a Debàltseve, a l'RSS d'Ucraïna, el 5 d'octubre de 1919, fill d'un ferroviari. Es va unir al PCUS el 1939 i lluità com a voluntari durant la Guerra d'Hivern amb Finlàndia. Shcherbina es va graduar a l'Institut Kharkov d'Enginyers de Transport ferroviari el 1942.
Sxerbina treballà en el desenvolupament de la indústria del petroli i el gas a la Sibèria Occidental mentre exercia com a primer secretari del PCUS a l'óblast de Tiumén, i més tard com a Ministre de Construcció d'Indústries del Petroli i el Gas (1973-1984). El 1976, Sxerbina es convertí en membre del Comitè Central del PCUS, càrrec que mantindria fins a la seva mort.
L'any 1984 fou nomenat vicepresident del Consell de Ministres, i com a tal va ser l'encarregat d'afrontar les conseqüències de l'accident de Txernòbil del 1986. Dos anys més tard jugà el mateix paper el terratrèmol armeni de 1988, on es va acceptar suport internacional d'Àustria i Txecoslovàquia, que disposaven de rescatadors que usaven imatges tèrmiques i gossos especialment entrenats per aquest tipus de catàstrofes. El 1990 es va oposar a l'elecció de Borís Ieltsin per a la presidència del Soviet Suprem.

## Sèries
La figura de Sxerbina és interpretada per Vernon Dobtcheff al docudrama Surviving Disaster de la BBC (2006), i per Stellan Skarsgård a la minisèrie Sky/HBO Chernobyl (2019).